# Űrturizmus

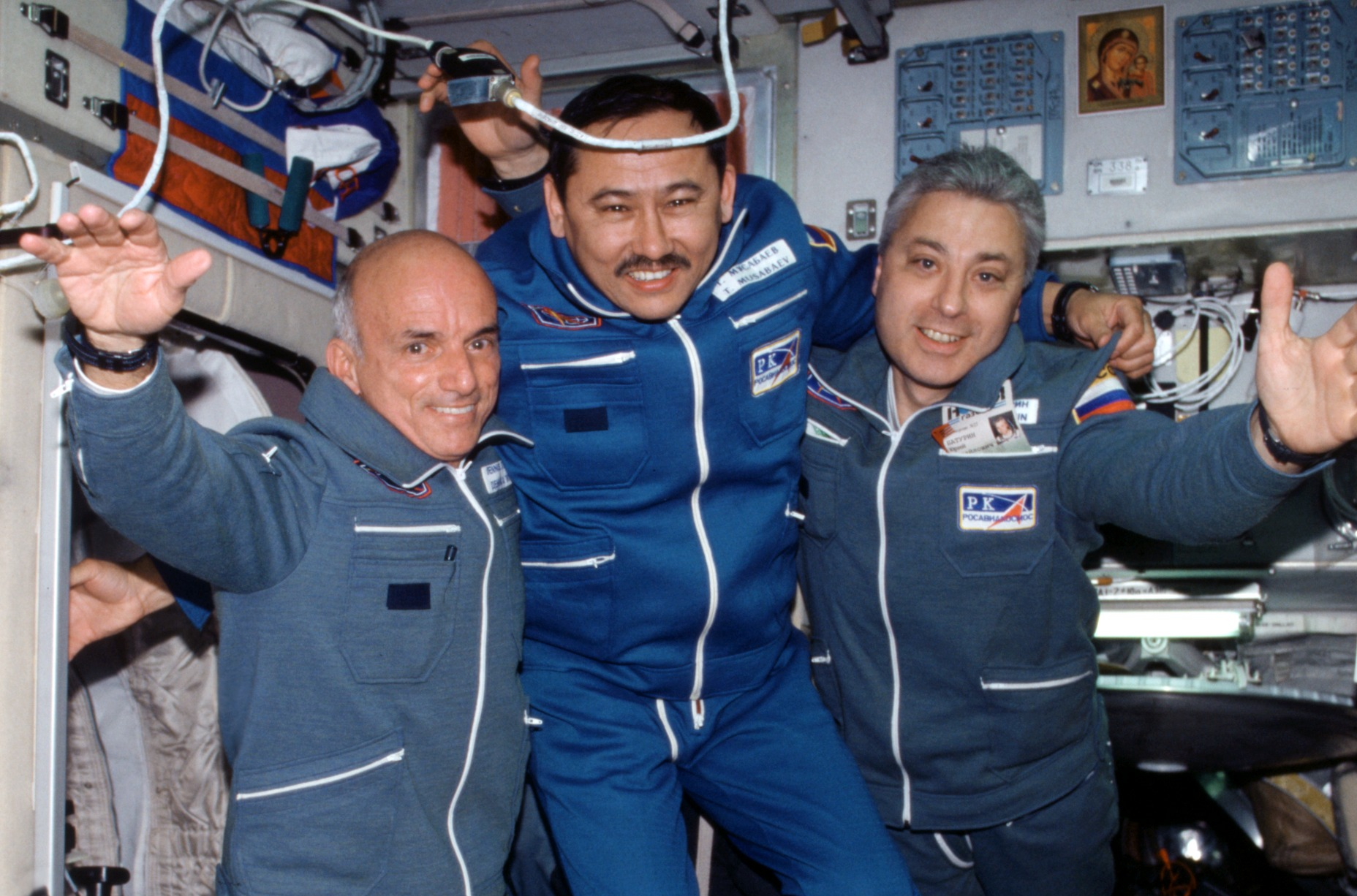
A Szojuz TM-32 űrhajó legénysége az első űrturistával, az amerikai Dennis Titóval 2001. április 28-án

Az űrturizmus a világűrbe történő utazás nem tudományos vagy katonai, hanem kereskedelmi vagy élménycélból. Az ilyen utakat szuborbitális vagy orbitális repülések formájában kínálják, jellemzően magáncégek szervezésében. Az utasokat gyakran űrturistáknak nevezik, de a szolgáltatók inkább az „űrrepülési résztvevő” vagy „privát űrutazó” kifejezést használják.

## Szuborbitális űrturizmus
A szuborbitális járatok az űr határáig (kb. 80–100 km) emelkednek, majd visszatérnek a Földre. A repülés során néhány perc súlytalanság élhető át. A Blue Origin és a Virgin Galactic a két legfontosabb szolgáltató ezen a téren.
A Blue Origin 2025. április 14-én hajtotta végre a New Shepard űrhajó a 31. küldetését (NS-31), amelyen hat nő vett részt, köztük az énekesnő Katy Perry és Jeff Bezos felesége, Lauren Sanchez. Ez volt a cég első, kivétel nélkül nőkből álló űrturista „legénysége”. A repülés 10 percig tartott, és elérte a Kármán-vonal feletti magasságot.
A Virgin Galactic Unity nevű űrrepülője 2023 júniusában indította első kereskedelmi űrhajóját (Galactic 01). A gépet 2024 júniusában kivonták a forgalomból; a cég a Delta-osztályú járművekre tért át, amelyek 2026-tól repülnek majd.

## Orbitális űrturizmus
Az orbitális turizmus során az utasok Föld körüli pályára állnak, akár több napot is eltölthetnek az űrben. Az első űrturista, Dennis Tito, 2001-ben a Nemzetközi Űrállomásra látogatott el egy orosz Szojuz űrhajó fedélzetén. Az út költsége körülbelül 20 millió amerikai dollár volt.
A SpaceX 2021-ben hajtotta végre az Inspiration4 küldetést, amelyen négy civil vett részt. A 2024-es Polaris Dawn küldetés során az első kereskedelmi űrsétát is végrehajtották, miközben a Starlink műholdas kommunikáció új generációját is tesztelték.

## Űrturisták
1. Dennis Tito (2001. április 28.–május 6.) amerikai üzletember, a Jet Propulsion Laboratory korábbi kutatója, a Szojuz TM–32 űrhajó fedélzetén.
2. Mark Shuttleworth (2002. április 25.–május 5.) dél-afrikai üzletember, aki internetes szolgáltatások révén lett többszörös dollármilliomos, a Szojuz TM–34 űrhajó fedélzetén.
3. Gregory Hammond Olsen (2005. október 1–15.), amerikai üzletember, nagy érzékenységű kamerákat gyártó cég tulajdonosa, a Szojuz TMA–7 űrhajó fedélzetén.
4. Anousheh Ansari (2006. szeptember 18–29.), iráni származású amerikai üzletasszony, a Prodea Systems, Inc. cég tulajdonosa, a Szojuz TMA–9 űrhajó fedélzetén.
5. Charles Simonyi (2007. április 7–21.), magyar szoftverfejlesztő és üzletember, a Word és az Excel atyja. A Szojuz TMA–10 űrhajó fedélzetén. Ő a második magyar, aki az űrben járt.
6. Richard Garriott (2008. október 12–23.), amerikai üzletember, aki videojátékokból szerezte vagyonát, a Szojuz TMA–13 űrhajó fedélzetén.
7. Charles Simonyi (2009. március 26.–április 8.) az első és egyetlen űrturista, aki kétszer is járt az ISS-en. Második útja alkalmából a Szojuz TMA–14 űrhajó fedélzetén.
8. Guy Laliberté (2009. szeptember 30.–október 11.), kanadai üzletember, bohóc, a Cirque du Soleil cirkusz alapítója, a Szojuz TMA–16 űrhajó fedélzetén.

## Világrekorder magyar űrturista
A Budapesten Simonyi Károlyként született Charles Simonyi a Word és az Excel atyja. 2021-ben Péterffy és Soros után a világon a harmadik leggazdagabb magyar volt. Simonyit különösen vonzotta az űrturizmus, s amikor az elérhető lett, akkor az elsők között, a világon ötödikként lett űrturista. Az űrturizmus terén azzal lett világrekorder, hogy két év múltán, 2009-ben újra vállalkozott, akkor már második űrutazására. Ezzel ő lett az egyetlen űrturista a világon, aki már kétszer is megjárta az űrt. Így az eddig volt 4 magyar űrutazásból Farkas Bertalant követően és Kapu Tibort megelőzően két űrutazással vette ki a részét űrturistaként.

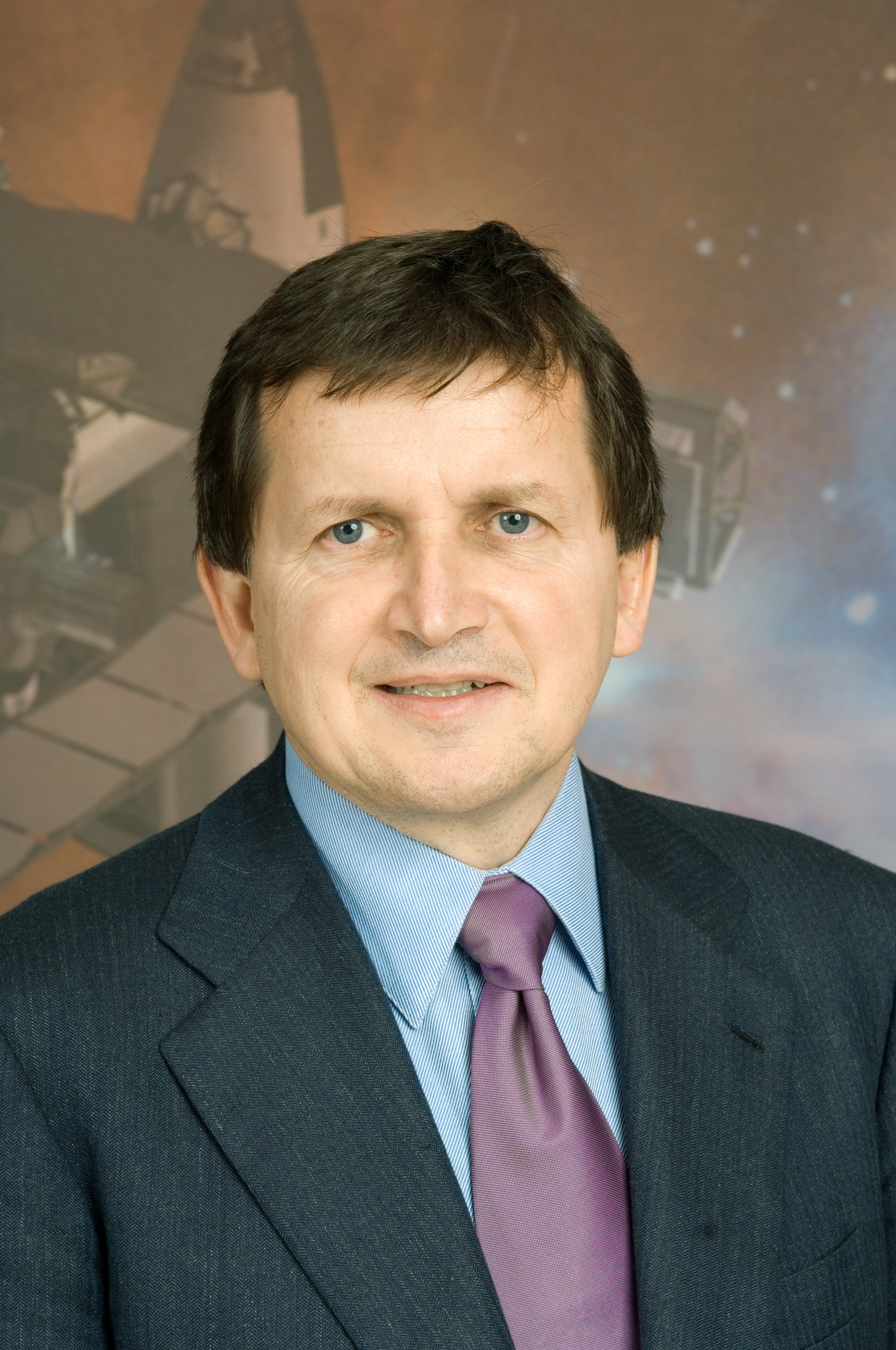
Simonyi Károly az egyetlen űrturista, aki kétszer is járt az űrben

### Simonyi Károly űrutazásai
Először 2007. április 7-étől 21-éig, másodszor 2009. március 26-ától április 8-áig járt a Nemzetközi Űrállomáson. 
Első útjára 2007. április 7-én közép-európai idő szerint 19 óra 31 perckor indult a Szojuz TMA–10 űrhajóval és 21-én a Szojuz TMA–9-cel tért vissza. A másodikra 2009. március 26-án 12 óra 49 perckor a Szojuz TMA–14-gyel indult és április 8-án a Szojuz TMA–13-mal tért vissza.
Az első repülésre való felkészülést 2006. szeptemberben kezdte el Csillagvárosban. 2007-ben, a 12. „látogató expedíció” egyetlen résztvevőjeként, négyféle kutatómunkát is végzett az ISS fedélzetén, amint azt a Moszkva melletti Koroljovban lévő Repülésirányító Központ közölte:
1. Az IZOM című programban Simonyi a mélyen húzódó emberi izmok sorvadását vizsgálta a súlytalanság körülményei között, regisztrálva saját maga szubjektív deréktáji fájásérzetét a nap folyamán.
2. A MINTA nevű kísérleti programban az ISS-en élő mikroorganizmusok fajtáit tanulmányozta, s egyben az űrrepülés körülményeihez való alkalmazkodásukat kutatta.
3. A PILLE-ISS elnevezésű programban a saját magát érő kozmikus sugárterhelést mérte a magyar gyártmányú Pille dózismérővel.
4. A Mátrix Z1 című programban az ISS fedélzetére különböző időpontokban eljuttatott videokamerák CCD mátrix érzékelőinek állapotát fürkészte, és kísérleti videófelvételeket készített a Földről.

Űrrepülése közben amatőrrádiós kapcsolatot létesítettek vele a Puskás Tivadar Távközlési és Informatikai Technikumból és hat kiválasztott diák tehetett fel neki kérdéseket április 13-án hajnalban. 2007. április 21-én tért vissza a Szojuz TMA–9 űrhajóval, a tervekhez képest egy nappal később.
A 2009-es útján az ISS fedélzetéről március 29-én kapcsolatba lépett a Műegyetemi Rádióklubbal és az első magyar műholdat építő diákokkal.  Az ember tragédiája egyik idézetével üzent minden magyarul beszélő embernek.

## Az űrturizmus előfeltételei
Az űrturizmusban való részvételnek az anyagiakon túl nagyon komoly tanulási, fizikai és mentális előfeltételei vannak. A szuborbitális és az orbitális űrturizmus között jelentős különbségek vannak a kiképzés jellegét és mélységét illetően, mivel a két repüléstípus fizikai, technikai és időbeli szempontból is eltér egymástól.
A szuborbitális űrturizmus – például a Blue Origin vagy a Virgin Galactic Unity járatai – rövid, néhány perces utazást jelentenek a világűr határáig, jellemzően 100 kilométeres magasságig. Az utasok itt súlytalanságot tapasztalnak, de a repülés teljesen automatizált, és nincs szükség a jármű aktív irányítására vagy bármilyen technikai beavatkozásra. Ennek megfelelően a felkészülés is minimális: mindössze néhány napos vagy egy-két hetes tréningre van szükség. Ez magában foglalja a kapszula elhagyásának, a súlytalanság során való mozgásnak, valamint az alapvető biztonsági protokolloknak az elsajátítását. Fizikai terhelésnek gyakorlatilag nincsenek kitéve, így centrifugás tréningre sincs szükség, és az orvosi vizsgálat is csupán az alapvető egészségi állapot felmérésére korlátozódik. Nyelvi előképzésre nincs szükség, mivel a kommunikáció nyelve az angol, a személyzet pedig mindig földi irányításon keresztül gondoskodik a repülésről.
Ezzel szemben az orbitális űrturizmus – amelynek során az utasok napokon vagy akár heteken át a Föld körül keringenek, és rendszerint a Nemzetközi Űrállomásra is dokkolnak – jóval komplexebb felkészülést igényel. Az ilyen utazásokra a SpaceX Crew Dragon, korábban pedig az orosz Szojuz járművek szolgáltak. A kiképzés időtartama itt legalább 1–3 hónap, de sokszor 5–6 hónap is lehet, különösen ha az utasok tudományos kísérleteket vagy egyéb feladatokat is vállalnak. A felkészítés során a résztvevők megtanulják az űrhajó alapvető működését, a vészhelyzeti eljárásokat (tűz, nyomáscsökkenés, vészleszállás), valamint elsajátítják az űrállomás életfenntartó és kommunikációs rendszereinek kezelését is. A fizikai felkészítés részeként gyakran centrifugás tréningen is részt vesznek, hogy felkészüljenek a start és visszatérés G-terhelésére, továbbá súlytalansági repülések során gyakorolják a test irányítását a mikrogravitációs térben. Az orvosi vizsgálatok alaposak, és kiterjednek a keringési rendszer, a pszichés állapot és a vázizomzat terhelhetőségének felmérésére is. Nyelvi képzésre akkor volt szükség, ha a repülés orosz járművel történt, mivel a Szojuz fedélzeti rendszerei orosz nyelvűek voltak, ez azt jelentette például Simonyi esetében, hogy meg kellett tanulnia a megfelelő szinten oroszul. Ma, a Crew Dragon esetében azonban kizárólag angolul zajlik a kommunikáció. Az előfeltételeket tekintve a nyelvi elvárásokon túl Simonyi idejében az orbitális űrutazás manuális rendszerismeretet és állami, katonai fegyelmű kiképzést igényelt. A 2020-as évekre az automatizált járművek és a magáncégek megjelenése jelentősen csökkentette a felkészülési időt és az utasok aktív szerepvállalását.
Összességében tehát a szuborbitális űrturizmus inkább élményutazás, rövid előkészületi idővel és minimális fizikai követelményekkel, míg az orbitális utazás valódi űrhajósi felkészülést igényel: hónapokon át tartó komplex kiképzéssel, mély rendszerismerettel és alapos orvosi, fizikai és pszichológiai szűrésekkel. A két forma között a legnagyobb különbség a repülés időtartama, a jármű technológiai komplexitása és az utasok szerepvállalásának mélysége.

## Költségek és hozzáférés
A szuborbitális utak ára 450–600 ezer USD között mozog, míg az orbitális repülések ennek a sokszorosába. A Virgin Galactic 700 foglalást tart számon várólistán, míg a Blue Origin nem közölt pontos adatokat. A szűk kapacitás miatt évente csak néhány tucat ember juthat fel így az űrbe.

## Környezeti hatások
Az űrturizmus környezeti hatásai vitatottak. Egyes kutatások szerint Axiom Space szuborbitális rakéták koromkibocsátása károsítja az ózonréteget, illetve hozzájárul a felsőlégkör melegedéséhez. Ugyanakkor a cégek hangsúlyozzák, hogy kutatásaik során prioritást adnak az újrahasználható járművek fejlesztésének és a hosszú távú fenntarthatóságnak.

## Jövőbeli tervek
Az űrturizmus jövője új célpontokat is magában foglal: a SpaceX Hold körüli küldetéseket, az Axiom Space magánűrállomásokat, a Blue Origin pedig holdi bázisokat tervez. A középtávú cél a rendszeres kereskedelmi jelenlét kiépítése a Föld körüli térségben, majd a Holdon is.
|  |  | A Nasa plakáttervezete egy Marsra induló utazáshoz |